# Štangarske Poljane
Štangarske Poljane so naselje v Občini Šmartno pri Litiji.